# Гота (район)
Гота (нем. Gotha) — район в Германии. Центр района — город Гота. Район входит в землю Тюрингия. Занимает площадь 935,59 км². Население — 138 857 человек (на 31.12.2009). Плотность населения — 148,42 чел./км².
Официальный код района — 16 0 67.
Район подразделяется на 57 общин.

## Города и общины
Города
1. Фридрихрода (5290)
2. Гота (46 780)
3. Тамбах-Дитарц (4326)
4. Ордруф (6029)
5. Вальтерсхаузен (11 127)

Общины
1. Эмзеталь (3048)
2. Гюнтерслебен-Вехмар (3107)
3. Швабхаузен (717)
4. Лайнаталь (3886)
5. Табарц (4231)
6. Кравинкель (1632)
7. Гревенхайн (1457)
8. Луизенталь (1431)
9. Вёльфис (1644)

Объединения общин
Управление Апфельштедтауэ
1. Эмлебен (813)
2. Георгенталь (2666)
3. Херренхоф (816)
4. Хоэнкирхен (748)
5. Петрирода (355)

Управление Драй-Глайхен
1. Грабслебен (1062)
2. Мюльберг (1319)
3. Зееберген (1324)
4. Вандерслебен (1692)

Управление Фанер-Хёэ
1. Дахвиг (1638)
2. Дёльштедт (1234)
3. Гирштедт (888)
4. Гросфанер (885)
5. Тонна (2901)

Управление Хёрзель
1. Аспах (463)
2. Эбенхайм (255)
3. Фрётштедт (407)
4. Хёрзельгау (1283)
5. Лауха (525)
6. Мехтерштедт (1 130)
7. Метебах (190)
8. Тойтлебен (389)
9. Трюглебен (370)
10. Вайнгартен (177)

Управление Миттлерес-Нессеталь
1. Бальштедт (718)
2. Брюэим (524)
3. Буфлебен (1083)
4. Фридрихсверт (587)
5. Гольдбах (1 807)
6. Хайна (504)
7. Хохгайм (511)
8. Ремштедт (961)
9. Зоннеборн (1 283)
10. Вангенхайм (712)
11. Варца (755)
12. Вестхаузен (541)

Управление Нессе-Апфельштедт-Гемайнден
1. Апфельштедт (1448)
2. Гамштедт (752)
3. Ингерслебен (1060)
4. Нойдитендорф (3062)

Управление Нессеауэ
1. Бинштедт (764)
2. Эшенберген (746)
3. Фримар (1170)
4. Мольшлебен (1 144)
5. Нотлебен (453)
6. Пфердингслебен (406)
7. Трёхтельборн (333)
8. Тютлебен (761)
9. Циммернзупра (388)

Управление Райнхардсбрун
1. Эрнстрода (1035)
2. Финстерберген (1 420)
3. Фридрихрода (5290)